# Линник, Юрий Владимирович (математик)
Ю́рий Влади́мирович Ли́нник (21 января 1915, Белая Церковь, Киевская губерния, Российская империя — 30 июня 1972[…], Ленинград, СССР) — советский математик в области теории вероятностей, математической статистики и теории чисел. Герой Социалистического Труда, лауреат Ленинской премии.

## Биография
Родился в Белой Церкви. Сын академика В. П. Линника.
Окончил ЛГУ (1938), профессор там же (с 1944). Доктор физико-математических наук (1940).
Участник Великой Отечественной войны в 1941—1942 годах. Когда вражеские войска подошли к Ленинграду, Юрий Владимирович вступил добровольцем в народное ополчение, и участвовал в тяжёлых боях на Пулковских высотах.
Линник тяжело заболевает, и его эвакуируют в Казань, а затем демобилизуют. В Казани он поступил на работу в находившийся в эвакуации Математический институт Академии наук СССР.
Академик АН СССР (1964, член-корреспондент АН СССР 1953).

## Память
Похоронен в 1972 году на кладбище в посёлке Комарово в пригороде Санкт-Петербурга.

Памятники Ю. В. Линнику и В. П. Линнику

## Научная деятельность
Работы Ю. В. Линника посвящены теории чисел, теории вероятностей и математической статистике.
В области теории чисел дал элементарное решение проблемы Варинга, доказал, что каждое большое натуральное число есть сумма семи кубов натуральных чисел, установил, что почти для всех модулей верна гипотеза И. М. Виноградова о наименьшем квадратичном невычете; созданный Линником при этом метод большого решета нашёл важные применения в аддитивной теории чисел.
В теории вероятностей и математической статистике Ю. В. Линнику принадлежат предельные теоремы для независимых случайных величин и неоднородных цепей Маркова, теория проверки сложных гипотез и теории оценивания, работы по теории метода наименьших квадратов (продолжил исследования А. А. Маркова и А. Н. Колмогорова, давших строгое обоснование и установление границ содержательной применимости метода наименьших квадратов). Ему также принадлежат исследования в теории характеризаций вероятностных распределений и в теории разложений вероятностных законов.

## Награды и звания
- Лауреат Сталинской премии второй степени (1947)
- Лауреат Ленинской премии (1970)
- Герой Социалистического Труда (1969)
- Награждён орденами и медалями
- Член Международного статистического института (1961)
- Почётный член Лондонского математического общества (1967)
- Иностранный член Шведской королевской академии наук (1971)